# ロータス・エリーゼ
エリーゼ（Lotus Elise）は、イギリスのロータス・カーズがかつて販売していたオープンカー型のスポーツカーである。

## 概要

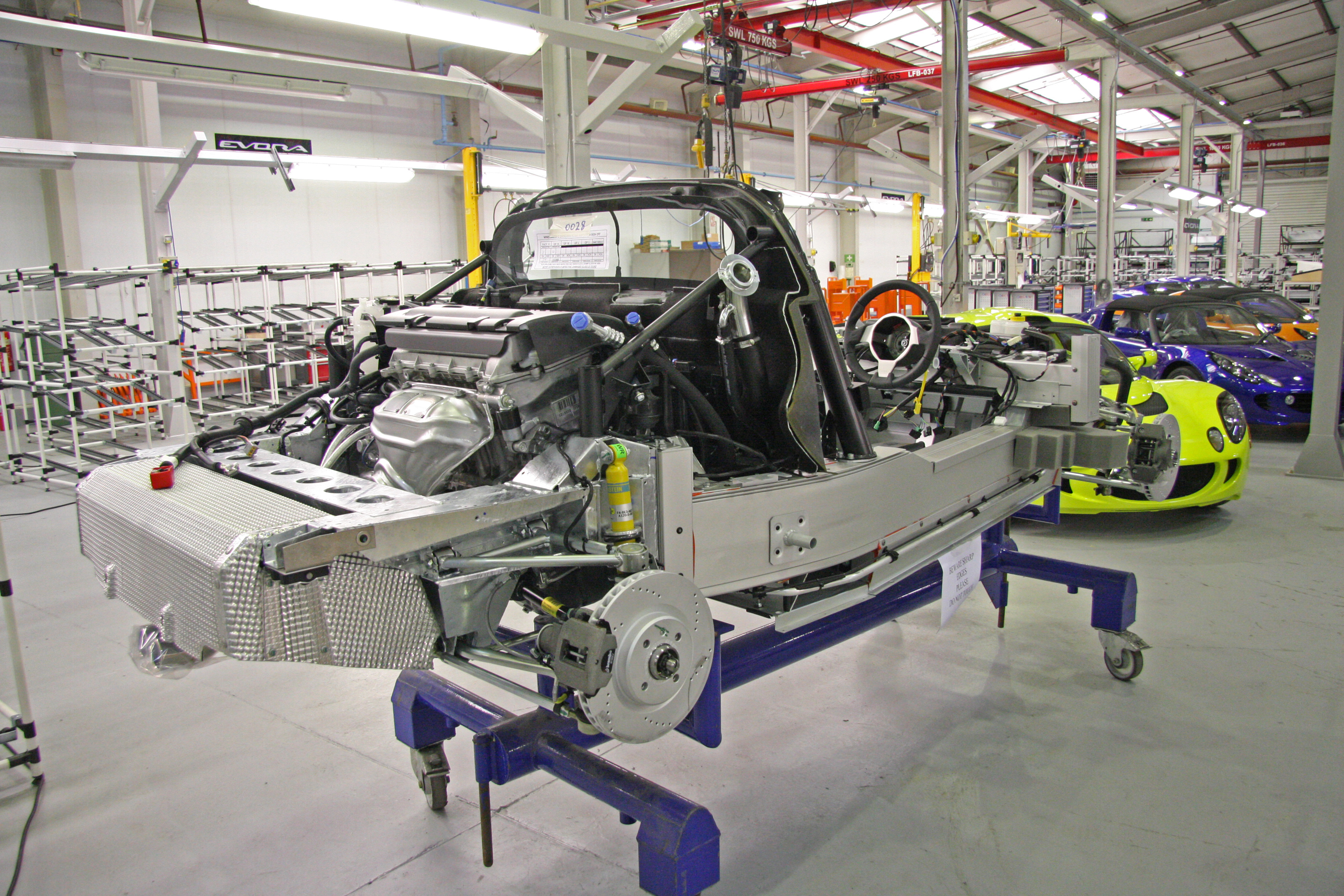
アルミ製シャシーと横置きエンジン

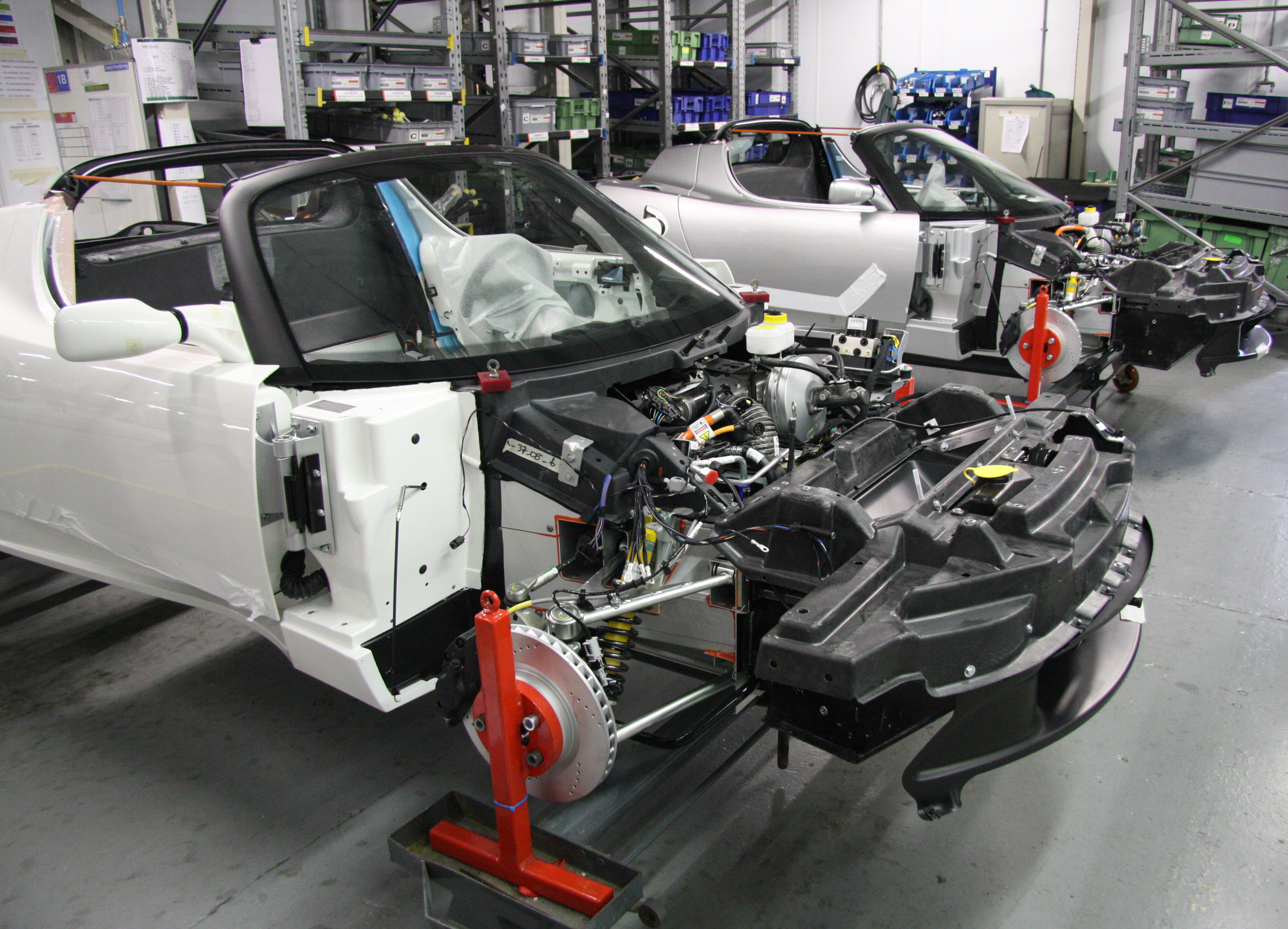
シャシーのフロント部

1995年のフランクフルトモーターショーで発表され、翌1996年に発売された。エスプリの生産が終了した2004年以降はロータスの主力モデルとなった。
エリーゼはEで始まるロータス伝統の名前が付けられているが、その由来は当時のロータス株主であったブガッティの会長ロマーノ・アルティオーリの孫娘の名前「エリーザ」である。ただし「エリーザ」はイタリア系を連想させるため、「エリーゼ」となった。
アルミ合金製の部材を接着剤で組み立てたバスタブフレームに、FRP製のボディを組み合わせた軽量な構造が特徴である。アルミニウムシャシーの組み立てにリベットを使用せず、接着剤を用いることにより、剛性を確保して組立て精度を向上しながらシャシー単体で68kgと軽量化に寄与している。
初期ロットのモデルはエンジンベイおよびリアハブキャリアもアルミで作られており、ブレーキローターには量産車初のアルミディスクを採用していた。1998年以降はアルミディスクの供給会社が倒産したため通常の鉄に変更されたほか、その他のアルミ部品も鉄製に変更されて、少なからず重量が増加している。初代モデル（フェイズ1）はエアコンやパワーステアリング、ブレーキブースターなどが省略され、車重は公称690kg程度に留まっていたが、2012年現在のモデルはエアコンやカーオーディオ、エアバッグなどの衝突安全装備などを搭載して、車重は900kg程度となっている。
オープンボディは2座のクーペスタイルで、エンジンはキャビン後方のミッドシップに横置きされ、後輪を駆動する。サスペンションにはフロント、リアともにダブルウィッシュボーンを採用している。キャビン後方のFRPボディ内部には4点式のロールバーが内蔵されていて、布製の幌屋根は手動で梁構造ごと脱着する方式を採用しており、キャビン後方へ折りたたまれる機構は有していない。
幌の代わりにFRPやCFRP製のデタッチャブルハードトップが選択可能なグレードも存在した。また本車の幌屋根と梁をエキシージに流用することも可能だった。

## 初代（1996年 - 2001年）
スタンダード（111）
発売当初からのモデルで、18K4F型エンジンを搭載。日本への正規輸入車は商標上の問題によって開発ナンバーである「111」を名乗っていた。
111S
1998年に追加。可変バルブタイミング機構（VVC）付きの18K4K型エンジンを搭載する。リアスポイラーが付きリアタイヤがワイド化され、ボディサイズにも若干の変更が加えられている（スタンダードが全長3,726mm×全幅1,701mmに対し、111Sは全長3,734mm×全幅1,703mm）。
モータースポーツエリーゼ
2000年にワンメイクレース専用マシンとして65台が生産された。18K4K型エンジンからVVC機構を撤去し、独立4連スロットルを備える。イギリスのエンジンチューナーであるミニスター・レーシングの手によってチューニングされており、ピストンやコンロッド、クランクシャフト、カムなども変更されている。最高出力は206ps、車重は715kg。後にエキシージとして市販化された。

## 2代目（2001年 - 2011年）
2001年、エンジンバリエーションとモデル展開はそのままに、外装デザインが一新された。オプションとしてエアコンが装備できるようになった。また、姉妹車としてオペル・スピードスターが登場した。なお、MGローバーの経営破綻によってエンジン供給が中止されたため、2006年以降はトヨタ自動車製エンジンに全面的に切り替えられた。
スタンダード
18K4F型エンジンを搭載したモデル。
111S
18K4K型エンジンを搭載したモデル。
111R
2004年に追加された、トヨタ・2ZZ-GEエンジンを搭載したモデル。トヨタ製エンジンを搭載するにあたりサブフレームを大幅に変更していることから、形式番号はタイプ111ではなくタイプ120となっている。ABSも装備している。
エリーゼS
2006年、搭載エンジンがローバー製からトヨタ製に変更されたことに伴い、従来のスタンダードから改名された。型式番号は119とされ、同時にエアバッグやパワーウィンドウ、ブレーキブースターが搭載された。カタログ上の0-100km/h加速は6.1秒で最高速は205km/hとされている。
エリーゼR
2006年、搭載エンジンがローバー製からトヨタ製に変更されたことに伴い、従来の111Rから改名された。カタログでは0-100km/h加速は5.2秒、最高速は241km/hとされている。
エリーゼSC
2007年10月に開催された東京モーターショーで、2008年モデルとしてプレミアされた、エリーゼのハイパフォーマンスグレードである。2ZZ-GEエンジンにロータスが設計したイートン製ローター（M45ユニット）のスーパーチャージャーを加え、220psを発揮すると謳われていた。エキシージではインタークーラーのレイアウトが後方視界を妨げていたが、エリーゼSCは過給器を備えながらもインタークーラーを装備せず、ほかのモデルと同様にタルガトップのボディ形式としている。外観上の特徴は、新たに設計されたリアスポイラーとアロイホイールで、リアタイヤは8Jへとサイズアップされた。カタログスペックで、車重は903kg、0-100km/h加速は4.6秒であり、最高速度は242km/hとされた。

## 3代目（2011年 - 2021年）
2011年モデルでウインカーがヘッドライトユニットと一体化されるなど、外装デザインが大幅に変更された。2017年には再度小変更を受け、テールランプがそれまでの片側4灯から片側2灯となった。
エリーゼ（エリーゼ1.6）
搭載エンジンがトヨタ・1ZR-FAEに変更されたベーシックグレード。車重900kg、最高速度は204km/hである。
エリーゼCR
ベーシックグレードをベースに、特別色を含むエクステリアカラーに加え、独自の特徴的なインテリアデザインが施されたグレード。専用のブラック軽量鍛造アルミホイールが装着される。
エリーゼS
2012年に追加された、1.8Lスーパーチャージャー付き2ZR-FE搭載モデル。車重は924kg、最高速度は234km/hである。これに伴い、ベーシックグレードは「エリーゼ 1.6」と呼ばれるようになった。
エリーゼS CR
2014年に追加。「S」をベースに、特別色を含むエクステリアカラーに加え、ボディ同色のインテリアデザインが施されたグレード。専用のブラック軽量鍛造アルミホイールが装着される。車重は950kg、最高速度は234km/hである。
エリーゼスポーツ
2015年に追加。エスプリなどで用いられていた「スポーツ」の称号を復活させたモデルで、ベーシックグレードをベースに軽量化が図られている。車重は866kg。2017年以降は「エリーゼスポーツ I」と改称された。
エリーゼスポーツ 220
「エリーゼスポーツ」と同時に追加。「S」をベースとしたモデルで、車重は914kg、最高速度は234km/hである。2017年以降は「エリーゼスポーツ 220 I」と改称された。
エリーゼスポーツ II
2017年に追加。前後のデザインを中心に変更され、テールが4灯から2灯に改められた。車重は856kg。
エリーゼスポーツ 220 II
「エリーゼスポーツ II」と同時に追加。変更点も同車に準ずる。1.8Lのスーパーチャージャー付き2ZR-FE型エンジン搭載で、車重は904kg。
エリーゼスプリント
2017年に追加。ベーシックグレードをベースに徹底的な軽量化を施したモデルで、バケットシートをはじめとした各部品にカーボン製パーツを採用。他、鍛造アルミホイールやポリカーボネート製リアウィンドウなどが装備される。車重は830kgで、フェイズ1とほぼ同等となった。
エリーゼスプリント 220
「エリーゼスプリント」と同時に追加。変更点も同車に準ずる。1.8Lのスーパーチャージャー付き2ZR-FE型エンジン搭載で、車重は878kg。

### 生産終了
ロータスは2021年1月25日、同年限りでエリーゼの生産を終了すると発表し、同年12月22日（現地時間）に生産を終了、26年の歴史に幕を閉じた。同時にエキシージおよびエヴォーラも生産を終了した。
後継となるスポーツカーはエリーゼ、エキシージ、エヴォーラの3車種を統合したモデルとなることが発表されており、「タイプ131」として開発が行われていた。2021年5月1日に車名が「エミーラ」に決定し、同年7月6日に世界初公開された。

## 搭載エンジン
ローバー・18K4Fローバー社から供給されていたKシリーズと呼ばれるエンジンで、エリーゼが発売された1996年からトヨタ製エンジンに切り替わる2006年5月まで、フェイズ1とフェイズ2に搭載された。1.8L DOHC直列4気筒の自然吸気で、最高出力は90kW(122ps)/5,600rpm、最大トルクは168N-m(16.8kg/m)/4,500rpmであった。
ローバー・18K4KKシリーズに可変バルブタイミング機構(VVC)を搭載したエンジンで、1998年から2006年5月までフェイズ1とフェイズ2に搭載された。最高出力は116kW(156ps)/7,000rpm、最大トルクは174N-m(17.7kg/m)/4,500rpmであった。
トヨタ・2ZZ-GE2004年に追加された。1.8L VVTL-i付き直列4気筒DOHC自然吸気エンジンで、米国の排気ガス規制をクリアしている。最高出力は141kW(192ps)/7,800rpm、最大トルクは181N-m(18.5kg/m)/6,800rpmであった。
トヨタ・1ZZ-FEローバー社の破綻によりKシリーズエンジンの供給が打ち切られたため、2006年6月からベーシックグレードに搭載された。これによりエリーゼに搭載されるエンジンは全てトヨタ製となった。1.8L VVT-i付きDOHC直列4気筒の自然吸気で、最高出力は100kW(136ps)/6,200rpm、172N-m(17.5kg/m)/4,200rpmであった。2ZZ-GEと比較して低回転重視となっている。
トヨタ・1ZR-FAEトヨタにおける1ZZ-FEの生産終了に伴い、2011年からベーシックグレードに搭載された。バルブマチックシステム（可変バルブリフト機構）とデュアルVVT-i（連続可変バルブタイミング機構）を備えた1.6L DOHC直列4気筒で、最高出力は136ps/6800rpm、最大トルクは16.3kg-m/4400rpmである。従来型1.8Lエンジンに比べて、燃費は23％以上向上（欧州の複合モードで16.2km/リッター）している。

## 派生車種

### GT1（115）

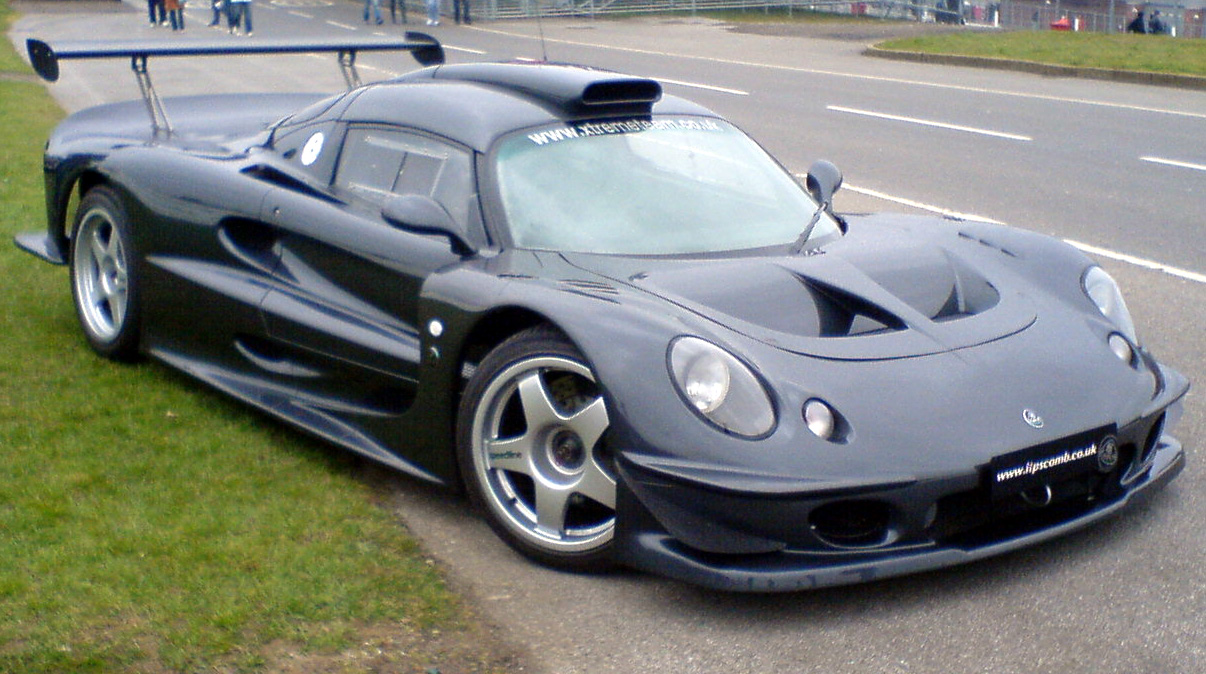
エリーゼ GT1（ロードバージョン）

1997年に始まったFIA GT選手権GT1クラスに参戦するために開発されたモデルで、市販のエリーゼとの共通点は押出し形成のアルミフレームを接着するという構造だけである。当初はエスプリのレース仕様のエンジンを搭載したが、のちにGM傘下時代に設計したコルベットZR-1のV8エンジンを許可を得て使用した。しかし、いずれも好成績を残すことなく1998年に撤退した。

### 340R

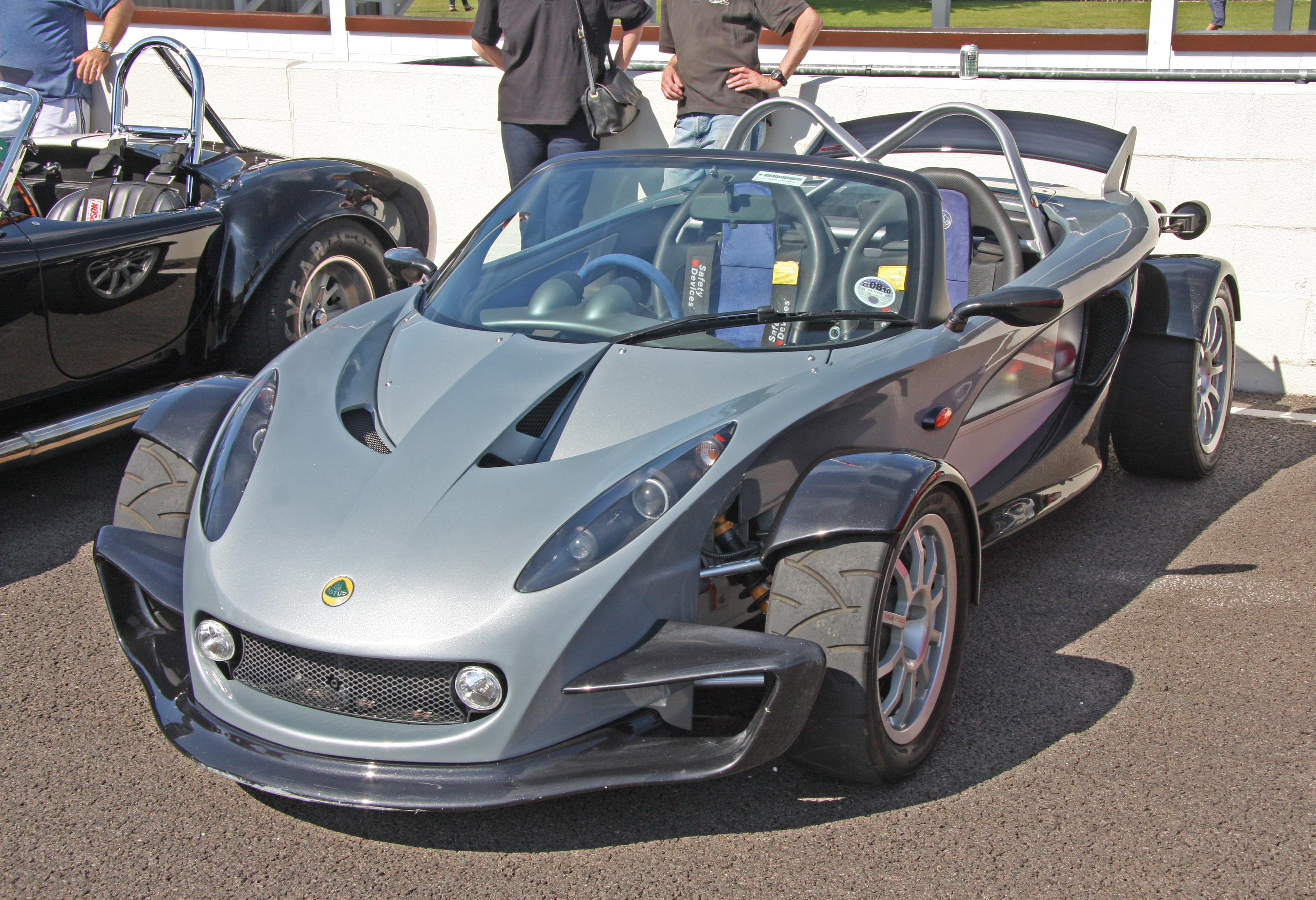
340R

1998年10月20日にバーミンガムで行われたNECモーターショーで発表された。屋根やドアのない車体構造で、空調装置も搭載されていなかった。当初は500kgの車重に、170bhpのKシリーズエンジンを搭載する予定で、1t当たりの出力が340bhpであることからこの名が与えられ、生産台数も340台に限られた。しかし実際に販売されたときには、日本の自動車検査証には車両重量が680kg（前軸重270kg、後軸重410kg）と記載されていた。Kシリーズは可変バルブタイミング機構なしで178bhpを発生し、パワーウェイトレシオは3.8kg/bhp、0-100km/h加速は4.4秒であった。

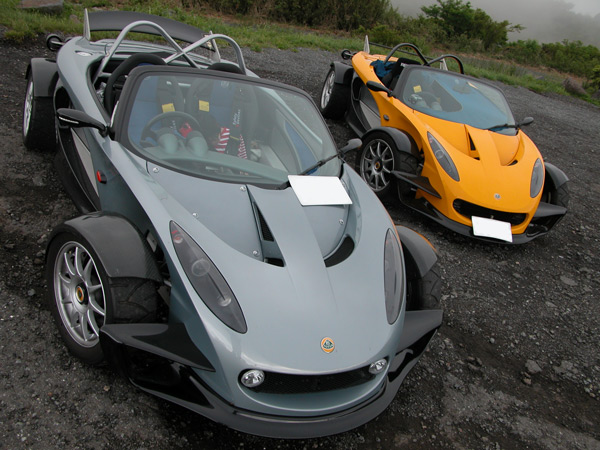
340R-01
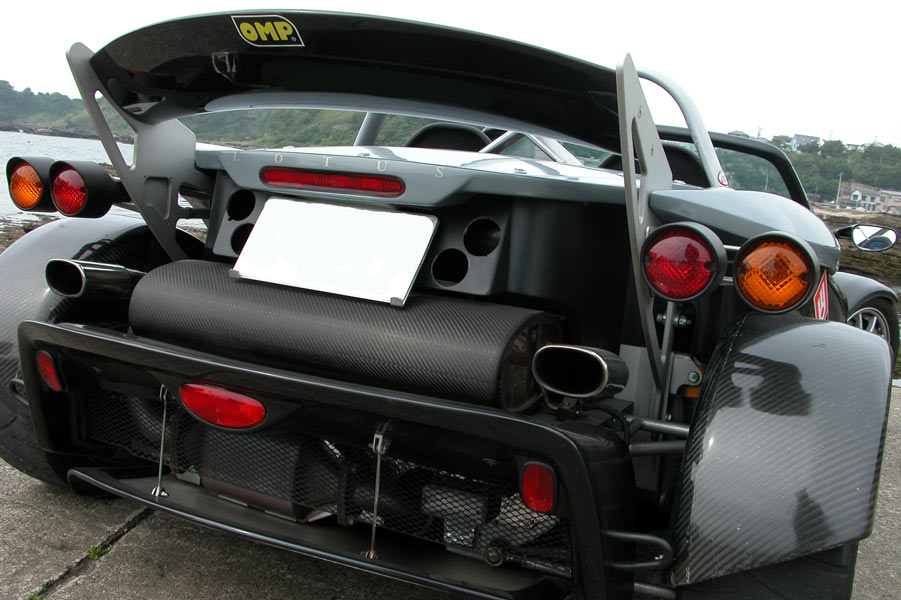
340R-02
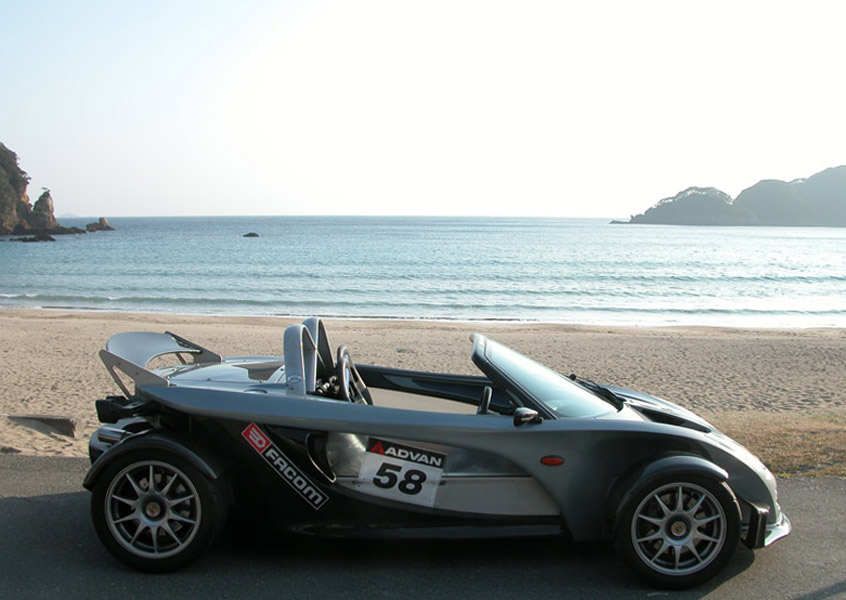
340R-03

### 2-イレブン

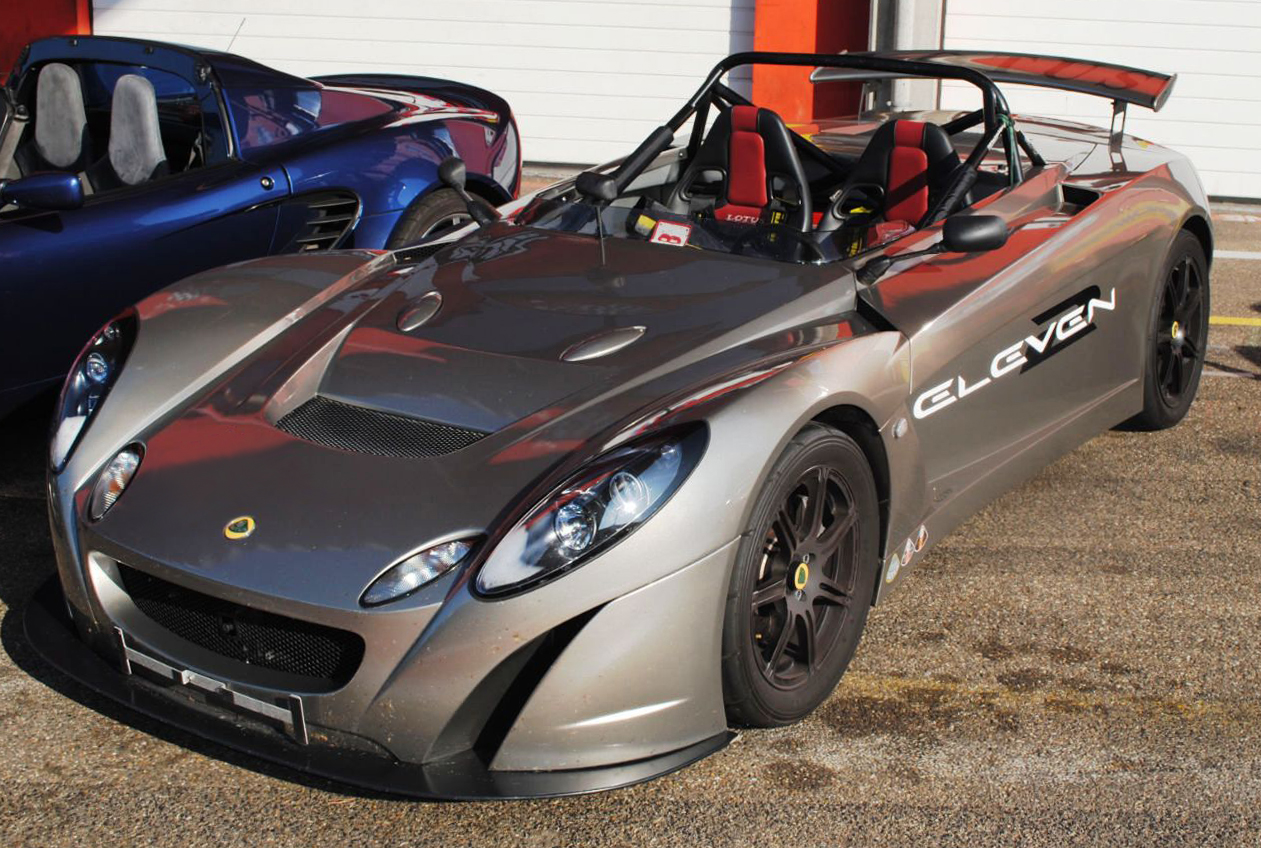
2-イレブン

### 3-イレブン

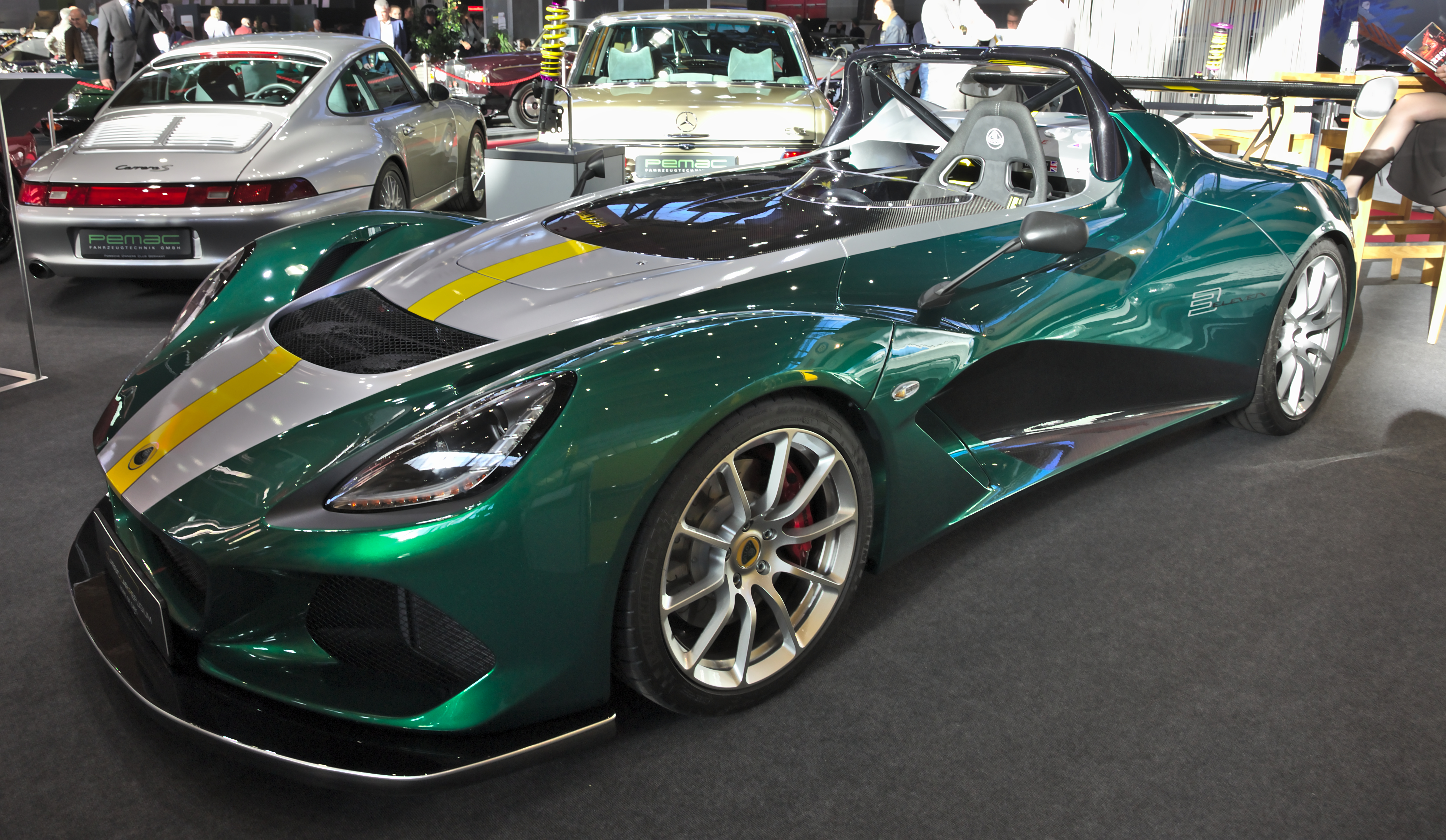
3-イレブン